# Out of the Unknown
Out of the Unknown sau The Sea Thing and Other Stories (1948) este o culegere de nuvele științifico-fantastice scrise de autorii canadieni A. E. van Vogt și Edna Mayne Hull.

## Conținut
- The Sea Thing, 1940, A. E. van Vogt. O creatură a mării încearcă să se impună pe o insulă ocupată de marinari.
- The Witch, 1943, A. E. van Vogt
- The Ghost, 1942, A. E. van Vogt
- The Wishes We Make, 1943, Edna Mayne Hull
- The Ultimate Wish, 1943, Edna Mayne Hull
- The Patient, 1943, Edna Mayne Hull.